# Смерть Лукреции (Шевченко)
Смерть Лукреции (укр. Смерть Лукреції) — рисунок Тараса Шевченко, выполненный им в 1835 году в Санкт-Петербурге. Один из первых рисунков на историческую тематику, созданных во время обучения у художника Василия Ширяева. Он изображает сцену смерти римской матроны Лукреции.
Рисунок был подарен художником Василию Жуковскому и долгое время хранился в частных коллекциях в Европе, а затем в Пушкинском Доме в Ленинграде. В 1930 году передан в Институт Тараса Шевченко, затем хранился в различных украинских учреждениях, пока в 1948 году не вошёл в состав фондов Государственного музея Тараса Шевченко. Начиная с 1930 года, рисунок неоднократно экспонировался на различных выставках.

## История рисунка
Рисунок был создан Тарасом Шевченко в 1835 году в Санкт-Петербурге, во время учёбы у художника Василия Ширяева. Последний учил своих учеников не только технике интерьерной росписи, но и рисовать работы на античную и мифологическую тематику в академическом стиле. Во время обучения у Ширяева Шевченко создал ряд «сложных многофигурных композиций» на античную тематику. По другой версии, Шевченко создал рисунок во время обучения на классах Общества поощрения художников. Предполагается, что «Смерть Лукреции» входила в состав рисунков Шевченко, которые 4 октября 1835 года рассмотрел комитет Общества и решил, что они заслуживают похвалу.
Вместе с несколькими другими работами 1835—1837 годов рисунок был подарен художником своему товарищу, поэту Василию Жуковскому. Последний в 1841 году покинул Российскую империю и вывез рисунки в Европу. После смерти Жуковского его сын Павел передал часть родительской коллекции, вместе с рисунком Лукреции, коллекционеру Александру Онегину, завещавшему своё собрание Российской академии наук. С 1928 года рисунок вошел в фонды Пушкинского Дома, через два года его передали в Институт Тараса Шевченко в Харькове. Затем, с 1932 года, он находился в Галерее картин Тараса Шевченко, где экспонировался под ошибочным названием «Смерть Виргинии». В 1940 году рисунок вошёл в состав фондов Центрального музея Тараса Шевченко в Киеве. После реорганизации музея, проведённой в 1948 году, рисунок хранится в Государственном музее Тараса Шевченко (с 1991 года — Национальный музей Тараса Шевченко) под инвентарным номером г-820. Состояние удовлетворительное.
Рисунок выполнен чернилами и тушью на листе бумаги размерами 34,3 × 50,3 сантиметра. В его левом нижнем углу есть авторская надпись, сделанная тушью: 1835. || Шевченко. Он впервые упоминается в издании «Пушкинский дом. Выставка собраний А. Ф. Онегина» (1930). Искусствовед Алексей Новицкий включил рисунок «Смерть Лукреции» в восьмой том полного собрания сочинений Шевченко (1932), где он был впервые репродуцирован и прокомментирован.

## Сюжет рисунка
На рисунке изображена сцена смерти древнеримской матроны Лукреции. После того как она была изнасилована царским сыном Секстом Тарквинием, Лукреция написала отцу и мужу с просьбой приехать к ней. Они приехали с товарищами Публием Валерием Публиколой и Луцием Юнием Брутом. Перед всеми ними Лукреция рассказала о надругательстве над собой и вонзила нож себе в сердце. Луций Юний Брут вынул нож из груди умершей и поклялся отомстить царю Луцию Тарквинию Супербу и его семье и покончить с царской властью в Риме. В то время тема рисунка была распространённой в Академии художеств.
Рисунок «Смерть Лукреции» стал одним из первых произведений Шевченко на историческую тематику, исследователь Дмитрий Степовик относит его к серии рисунков Шевченко о смерти известных исторических персонажей. Учёный предполагает, что идея о серии созрела у художника уже после создания «Смерти Лукреции», возможно после того как рисунок был рассмотрен комитетом Общества поощрения художников. Литературовед Станислав Росовецкий связывал тематику смерти в этих рисунках Шевченко с «юношеским влечением к Танатосу», вызванным депрессией художника из-за длительных отсрочек по его выкупу из крепостных.
В произведении художник придерживается канонов академизма и не пытается от них отходить. Рисунок содержит присущие академизму условность поз, театральность жестов и идеализацию фигур. В то же время рисунок выглядит плоским, некоторые фигуры изображены непропорционально, их движения выглядят застывшими. В центре произведения изображена падающая от удара ножа Лукреция, которую поддерживают присутствующие. Эта конструкция построена в характерной, для того времени, форме пирамиды. Диагональные массы, из которых построена фигура, символизируют падение и смерть. Сцене падающей Лукреции противопоставлены крепкие мужские фигуры, на глазах которых происходило самоубийство. Искусствовед Леонид Владич считал основной сюжет рисунка «выразительно говорящим», по его мнению, это «клятва отомстить за смерть девушки, обесчещенной сыном царя».
По мнению искусствоведа Николая Бурачека, рисунок мог быть перерисован с гравюр находившихся в коллекции Василия Ширяева. Шевченковед Валентина Судак указывала, что рисунок некоторыми особенностями и деталями напоминает иллюстрации художника Фёдора Толстого к стихотворной повести поэта Ипполита Богдановича «Душенька».

## Участие в выставках
Выставки, на которых экспонировался рисунок:
- Выставка собраний О. Ф. Онегина. Ленинград. 1930
- Шевченковская выставка. Харьков. 1930
- Юбилейная Шевченковская выставка. Киев. 1939
- Шевченко-художник. К 170-летию со дня рождения. Киев. 1984

### Комментарии
1. ↑  Хотя Шевченко дружил с Толстым, их первая встреча прошла уже после создания рисунка. Считается, что это произошло во время заседания комитета Общества поощрения художников, где Шевченко представил свои рисунки, в том числе и «Смерть Лукреции»[15].